# Granatno jabolko
Navadno granatno jabolko (znanstveno ime Punica granatum) je grm ali drevo, ki uspeva na območjih s toplejšim podnebjem. Granatno jabolko je pollistna rastlina, torej v milejših zimah obdrži nekaj listov, pri ostrejših zimah pa izgubi vse liste. Rastlina ima pokončne in razvejane veje, njeno rastišče je sončno z visokimi temperaturami, tla rabi prepustna za vodo, saj rastlina ne mara velike vlage. Cvetovi so zvonasti, plod v velikosti jabolka pa je rumenkasto rdeč. Lupina plodov je usnjata in je ni mogoče jesti. V notranjosti ploda so užitna, sladka in sočna semena, ki imajo po eno ovalno koščico. Uporablja se za izdelavo želejev in sokov. Bogata je s fosforjem, kalijem, kalcijem in železom ter vsebuje vitamin B3 (niacin) ter vitamine B1, B2, B6 in B5 (pantotenska kislina).
Številne študije so potrdile, da je granatno jabolko zaradi blagodejnih učinkov na srčno-žilni, živčni in skeletni sistem eden najbolj zdravih sadežev na svetu. Dokazano je tudi, da lahko dnevni odmerek izvlečka granatnega jabolka pomaga znižati krvni tlak in raven holesterola. Znanstveniki menijo, da zmanjšuje tveganje za bolezni srca pri debelih ljudeh za 17 odstotkov. Študije kažejo, da vsebuje veliko antioksidantov, povečana poraba pa je povezana z izboljšanim stanjem srca in žilja, upočasnitvijo izgube hrustanca, ki bi lahko upočasnila artrozo, pa tudi ugodnimi učinki na prostato, krvni tlak, Alzheimerjevo bolezen, plodnost in staranje.

## Ime
Ime granatno jabolko izhaja iz srednjeveške latinščine pōmum – jabolko in grānātum – semena. Najverjetneje izhaja iz stare [francoščina|francoske]] besede za sadje, pomme-granade, je bilo granatno jabolko v zgodnji angleščini znano kot »jabolko iz Granade« – izraz, ki je danes ohranjen le v heraldičnih grbih. To je ljudska etimologija, ki zamenjuje latinski granatus z imenom španskega mesta Granada, ki izhaja iz arabščine.
Garnet izhaja iz starofrancoskega grenat z metatezo, iz srednjeveškega latinskega granatum, ki se uporablja v drugem pomenu »temno rdeče barve«. Ta izpeljanka je morda izvirala iz pomum granatum, ki opisuje barvo granatnega jabolka, ali iz granum, ki se nanaša na »rdeče barvilo košeniljka«.
Francoski izraz za granatno jabolko, granade, je dal ime vojaški granati.

## Izvor
Odvisno od različnih avtorjev se izvor te rastline različno razlaga. Nekateri avtorji jo prvotno uvrščajo v regijo Irana, Pakistana, Afganistana in severne Indije, drugi pa jo uvrščajo med avtohtono sredozemsko rastlino.

## Zgodovina
Granatno jabolko izvira iz regije od sodobnega Irana do severne Indije. Gojijo ga na Bližnjem vzhodu, v Južni Aziji in v Sredozemlju že več tisočletij, gojijo pa ga tudi v osrednji dolini Kalifornije in v Arizoni. Granatno jabolko je bilo morda udomačeno že v 5. tisočletju pred našim štetjem, saj je bilo eno prvih sadnih dreves, ki so bila udomačena v vzhodnem Sredozemlju.
Karboniziran eksokarp sadja je bil najden v zgodnji bronasti dobi v današnjem Tell es-Sultan (Antični Jeriho) na Zahodnem bregu, kot tudi v pozni bronasti dobi Hala Sultan Tekke na Cipru in Tirinsu. Veliko, suho granatno jabolko so našli v grobu Džehutija, butlerja kraljice Hačepsut v Egiptu; mezopotamski klinopisni zapisi omenjajo granatna jabolka od sredine 3. tisočletja pred našim štetjem naprej. Premočeni ostanki granatnega jabolka so bili identificirani na razbitini ladje Uluburun okoli 14. stoletja pred našim štetjem ob obali Turčije. Drugo blago na ladji je bil parfum, slonovina in zlati nakit, kar kaže, da so granatna jabolka v tem času morda veljala za luksuzno blago. Druge arheološke najdbe ostankov granatnega jabolka iz pozne bronaste dobe so bile najdene predvsem v elitnih stanovanjih, kar potrjuje ta sklep.
Obširno ga gojijo tudi v južni Kitajski in v Jugovzhodni Aziji, ne glede na to, ali se je prvotno razširil po poti Svilne ceste ali pa so ga prinesli morski trgovci. Po kakovostnih granatnih jabolkih je znan Kandahar v Afganistanu.
Čeprav granatno jabolko ni doma v Koreji ali na Japonskem, ga tam pogosto gojijo in so razvili številne sorte. Zaradi cvetov in nenavadno zvitega lubja, ki ga lahko dosežejo starejši primerki, se pogosto uporablja za bonsaj. Izraz balaustine (latinsko balaustinus) se uporablja tudi za barvo granatnega jabolka.
Španski kolonisti so sadje pozneje prinesli na Karibe in v Ameriko (Španska Amerika).

## Nomenklatura in taksonomija
Navadno granatno jabolko je skupaj s sokotranskim granatnim jabolkom del rodu Punica – granatovec. Ker je bil skoraj vsak stik človeka s tem rodom skozi zgodovino vzreje in pridelave s prvo vrsto, je že sama beseda 'granatovec' sinonim za navadno granatno jabolko. Etimologija imena granatno jabolko kaže, da je vsaj v sorodu s sodobnim italijanskim imenom melograno (zrnato jabolko), vendar ni znano, ali je bil izraz udomačen v času Rimskega cesarstva (prek zdaj izumrlega dalmatinskega jezika) ali pozneje pod beneškim vplivom. Na Hrvaškem pogosto opazijo orientalsko ime nar, ki je prvotno perzijsko ime, udomačeno v času Osmanskega cesarstva.

## Sestava
Plod granatnega jabolka je sestavljen iz soka (38,6–63,5 %), lupine (27,6–51,6v%) in semen (7,2–22,2 %). Pri najboljših sortah je užitna vsebnost 65–68 %, pridelek soka pa 78,5–84,5 %.
Energijska vrednost 100 g užitnega dela sadja je 62–79 kcal, 100 ml soka pa 42–65 kcal. Plodovi rastline vsebujejo približno 1,6 % beljakovin, 0,1–0,7 % maščobe, 0,2–5,2 % vlaknin in 0,5–0,7 % pepela.
Sok in kaša semen zrelih plodov gojenih sort vsebuje do 20 % sladkorja, od 0,2 do 9 % organskih kislin, vključno s 5–6 % citronske in majhno količino jabolčne kisline. Sok vsebuje 0,208-0,218 % mineralov, vključno z manganom, fosforjem, magnezijem, aluminijem, silicijem, kromom, nikljem, kalcijem in bakrom. Vsebnost vitamina (mg%): C – 4,0-8,7; B1 0,04–0,36; B2 – 0,01–0,27; B6 – 0,50; B12 – 0,54; številne vitaminu P podobne snovi, niacin, sledi vitamina A in folacina. Sok divjih sort vsebuje 5–12 % sladkorja in kisline – nad 10 %. Tanini in barvila v soku granatnega jabolka 0,82–1,13 %, flavonoidi, vključno z antocianini, 34,0–76,5 %.
Sok poleg fenolnih spojin vsebuje 15,5–29,2 mg % katehinov, približno 2 % beljakovin, 61–95 mg % aminokislin (od tega je bilo identificiranih 15 aminokislin: cistin, lizin, histidin, arginin, asparaginska kislina, serin, treonin, glutaminska kislina, alanin, hidroksiprolin, alfa-aminomaslina kislina), 6–20 % maščobnega olja, ki ga sestavljajo linolna (40,03 %), palmitinska (16,46 %), oleinska (23,75 %), linolenska (2,98 %), stearinska (6,78 %), begonska (1,63 %) kislina. Poleg tega 3,4 % dušikovih snovi, 12,6 % škroba, 22,4 % celuloze. Olje vsebuje 272 mg vitamina E. Koščica vsebuje makrohranila (mg/g): kalij – 18,90, kalcij – 4,0, magnezij – 0,50, železo – 0,05; elementi v sledovih (µg/g): mangan – 5,28, baker – 2,50, cink – 3,80, molibden – 0,40, krom – 0,32, aluminij – 33,68, selen – 0,08, nikelj – 0,32–4, bor – 0,5.
Cvetovi vsebujejo barvo punicin. V listih te rastline so ugotovili prisotnost 0,2-odstotne ursolne kisline.
Lupina vsebuje alkaloide, derivate piperidina – izopeletierin, metilizopeletierin in psevdopeletierin, ki imajo antihelmintski učinek.

## Gojenje
P. granatum gojijo zaradi sadja ter kot okrasna drevesa in grmovnice v parkih in vrtovih. Zreli plodovi lahko razvijejo kiparsko zvito lubje z več debli in značilno celotno obliko. Granatna jabolka so odporna proti suši in jih lahko gojijo na suhih območjih s sredozemskim zimskim deževnim podnebjem ali v poletnem deževnem podnebju. Na vlažnejših območjih so lahko nagnjeni k propadanju korenin zaradi glivičnih bolezni. Lahko so tolerantni na zmerno zmrzal, do približno −12 °C.
Škodljivci granatnega jabolka so lahko metulji Virachola isocrates, Iraota timoleon, Deudorix epijarbas in listnonoga stenica Leptoglossus zonatus, sadne muhe in mravlje pa pritegne neobrano zrelo sadje. Granatno jabolko zlahka zraste iz semena, vendar se običajno razmnožuje s 25 do 50 cm dolgimi potaknjenci trdega lesa, da se preprečijo genetske variacije sadik.

## Razdelitev vrst
- Punica granatum var. spontanea – divje granatno jabolko (znano kot ljutun, zlasti v dolini Neretve), nižji in bolj trnat grm z manjšimi in kislimi plodovi.
- Punica granatum var. sativa – udomačeno granatno jabolko, močnejše in večje rasti, večji, slajši in užitni plodovi.
- Punica granatum var. nana – okrasno granatno jabolko, okrasni grm, gojijo ga zaradi pritlikave rasti in majhnih plodov. Barva cvetov se razlikuje glede na podvrsto od bele do rdeče. Ima najboljše predispozicije za oblikovanje bonsajev.

Edina druga vrsta v rodu Punica je sokotransko granatno jabolko (P. protopunica), ki je endemično za sokotranski arhipelag štirih otokov v Arabskem morju, katerega največji otok je znan tudi kot Sokotra. Ozemlje je del Jemna. Razlikuje se po rožnatih (ne rdečih) cvetovih in manjših, manj sladkih plodovih.

## Proizvodnja in izvoz
Leta 2019 so Čile, Peru, Egipt, Izrael, Indija in Turčija dobavljali granatna jabolka na evropski trg. Čile je bil glavni dobavitelj na trgu Združenih držav, ki ima omejeno ponudbo iz južne Kalifornije. Kitajska je bila v letu 2019 samozadostna za dobavo granatnega jabolka, za druge trge Južne Azije pa je dobavljala predvsem Indija.